# Xiaochengzi (socken i Kina, Inre Mongoliet, lat 46,60, long 122,88)
Xiaochengzi (kinesiska: 小城子, 小城子乡) är en socken i Kina. Den ligger i den autonoma regionen Inre Mongoliet, i den norra delen av landet, omkring 1 100 kilometer nordost om regionhuvudstaden Hohhot.
Genomsnittlig årsnederbörd är 741 millimeter. Den regnigaste månaden är juli, med i genomsnitt 271 mm nederbörd, och den torraste är januari, med 5 mm nederbörd.